# Одіна (Малишенське сільське поселення)
О́діна (рос. Одина) — присілок у складі Голишмановського міського округу Тюменської області, Росія.
Населення — 29 осіб (2010, 58 у 2002).
Національний склад станом на 2002 рік:
- росіяни — 95 %